# 傅正誠
傅正誠（1963年8月3日—），出生台灣高雄，中華民國陸軍退役中將，陸軍官校54期，陸軍學院1995年班（84年班）、戰爭學院2003年班（92年班）畢業。曾任全民防衛動員署後備指揮部指揮官等職務，現任中華民國國軍退除役官兵輔導委員會政務副主任委員。

## 經歷
2000年以後，國軍兵力調整的目標進入防衛固守階段，兵力整建對國軍既有系統產生重大衝擊，時任國防部人次室次長，開始著手新增軍官教育管道以擴充軍官來源，期間主導中正預校「國中部」復招、並參考美軍短期從軍方案（Quick Fix Project）實施士官轉任軍官與增設短期軍官教育班隊，以多重管道解決國軍基層人力結構問題，利用公餘時間於國立政治大學進行相關研究並取得碩士學位。基於社會氛圍改變對軍隊的影響的觀察，其後又自行進修心理與溝通相關知識，本身也是將領中為數不多有取得（Neuro Linguistic Programming, NLP）高階執行師的資格。
2020年（民國109年）任八軍團指揮官，嘗試在軍中導入NLP講師心理輔導制度，從心理學諮詢的角度輔導個案與建立追縱輔導制度，並且將其導入戰訓應用，期間聘請NLP神經語言學專業講師明確找出集訓期間心因窒礙問題與強化臨戰心理，提升狙擊手心理素質與射擊穩定，2021年（民國110年）獲得第一名。
國軍基層連隊實務工作資訊化系統建置案，部隊管理E化，也就是俗稱的「戰鬥數位平板導入」，若完成執行成熟後再從該系統擴充到基層部隊的訓練課表、經理後勤盤點系統等，就可逐步完成基層部隊的內部管理全面行動E化，該構想獲得時任國防部長嚴德發與參謀總長李喜明的大力支持，並認為若該系統建置完成後，有了這個基礎後，國軍各項後勤管理系統，以及主副食供應站的有什麼貨品與項目，基層連隊可透過該系統了解並提出需求下單，讓系統具有物聯網服務的功能，讓後勤管理更具效能。
傅正誠中將任八軍團指揮官期間，拜訪里港鄉信國社區，因為該社區仍有僅剩的24名滇緬年老遺族，藉由自身號招社會慈善團體進行關懷，據悉這起源於任參謀本部人事參謀次長室中將次長時，承辦國軍滇緬遺留問題並赴監察院報告。
原隸屬於國防部全動署的後備指揮部，2022年7月1日起編配至陸軍司令部。
2023年9月1日屆齡退伍後, 選擇沉潛，展開徒步環島的旅程。根據傅正誠於個人社群網站的自述，他從屏東出發「逆時鐘」環島並前往台東，對於急駛的車潮頗有感觸，但獨自相處傾聽內心深處的聲音，沒有急難病苦與榮華富貴，只是當下享受清淨。
行程未竟, 就接獲行政院通知, 詢問是否能為國持續效力 就任國軍退除役官兵輔導委員會副主任委員一職, 傅正誠經考慮後 覺得能照顧退伍同袍也是原本初衷之一, 因此接受任命。

## 荣誉

### 中华民国勋章奖章
- 四等宝鼎勋章（2022年2月16日于高雄泰山营区颁授[19]）

## 註解
1. ↑  1985年班；74年班，同期畢業有前參謀本部副總長王興禮、前陸軍副司令黃金財、前陸軍副司令賀政、馬英漢